# Kobilići (Čajniče, BiH)
Kobilići su naseljeno mjesto u općini Čajniču, Republika Srpska, BiH. Nalazi se na 580 metara nadmoske visine, sjeverno od rijeke Janjine, blizu ušća druge rječice u nju, Kapov Han je jugozapadno, Sudići su jugoistočno.
Godine 1985. spojeni su zajedno s naseljima Rančićima, Hovrljiicama, Šamlićima i Trbuhovićima u novo naselje Kapov Han (Sl. list SRBiH 24/85).

## Stanovništvo
| Narod     | Popis 1961. | Popis 1971. | Popis 1981. |
| --------- | ----------- | ----------- | ----------- |
| Hrvati    |             |             |             |
| Muslimani | 27          | 29          | 20          |
| Srbi      |             |             | 1           |
| ostali    |             |             |             |
| Ukupno    | 27          | 29          | 21          |